# Ajman bin Abd ar-Rahmán
Ajman bin Abd ar-Rahmán (arabsky أيمن بن عبد الرحمان‎; * 30. srpna 1966 Alžír, Alžírsko) je alžírský politik, který od června 2021 do listopadu 2023 zastával funkci předsedy vlády Alžírska a od 23. června 2020 do února 2022 ministra financí.

## Raný život
Narodil se 30. srpna 1966 v Alžíru.

## Profesionální kariéra
Od roku 1991 do roku 2000 byl inspektorem financí na Generálním inspektorátu financí. Kromě toho působil v roce 2004 jako generální inspektor financí a v roce 2006 jako vrchní inspektor financí.
Od března 2010 do června 2020 působil jako cenzor v Bance Alžírska. V listopadu 2019 byl povýšen do funkce guvernéra banky, kterou vykonával do června 2020.

## Politická kariéra
Dne 23. června 2020 byl jmenován ministrem financí. Dne 30. června byl jmenován předsedou vlády a vystřídal Abd al-Azíze Džaráda. Dne 10. července 2021 byl Abd ar-Rahmán pozitivně testován na covid-19. Alžírská státní televize uvedla, že bude sedm dní v karanténě, ale bude pokračovat ve výkonu své funkce prakticky.

## Další činnosti
- Africká rozvojová banka (AfDB), člen Rady guvernérů (od roku 2020)[8] (ex officio)
- Světová banka (WB), člen Rady guvernérů (od roku 2021)[9] (ex officio)
- Multilaterální agentura pro investiční záruky (MIGA), skupina Světové banky, člen Rady guvernérů (od roku 2021)[10] (ex officio)